# Tour de Bretagne (cyclisme)
Pour les articles homonymes, voir Tour de Bretagne.
Le Tour de Bretagne est une course cycliste française disputée en Bretagne. Il a été créé en 1967 sous le nom de Ruban granitier breton. Il a pris le nom de Tour de Bretagne en 2006.
En 2005, il a intégré l'UCI Europe Tour en catégorie 2.2. Il est par conséquent ouvert aux équipes UCI ProTeam françaises (deuxième division), aux équipes continentales (troisième division), à des équipes nationales et à des équipes régionales ou de clubs. Les équipes UCI World Tour (première division) ne peuvent pas participer. 
Depuis 1987, un Tour de Bretagne féminin est organisé au mois de juillet.
L'édition 2020 est annulée en raison de la pandémie de Covid-19 tandis que celle de 2021 est décalée à l'automne.

## Palmarès

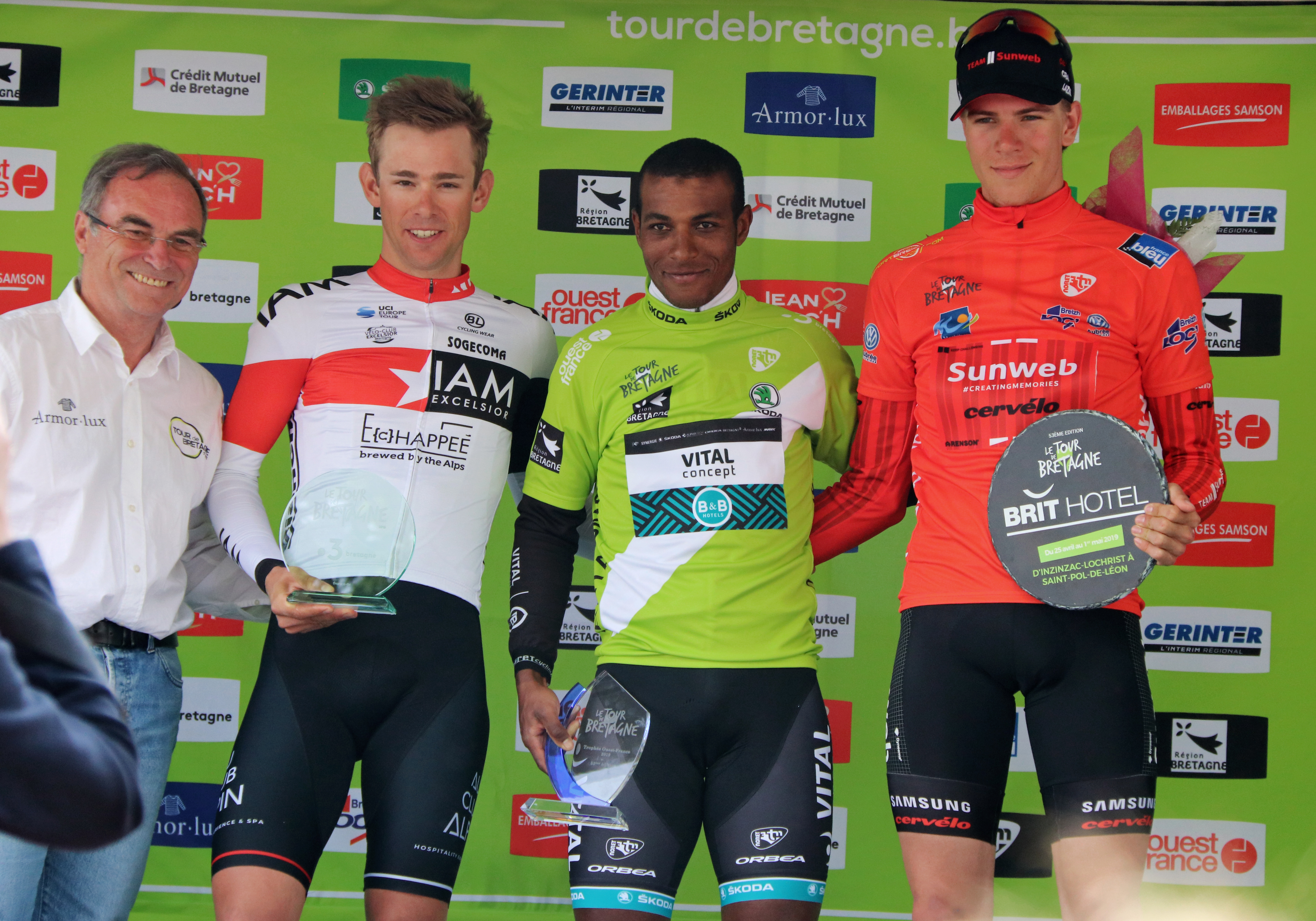
Palmarès 2019 en présence de Bernard Hinault.

| Année                  | Vainqueur                   | Deuxième                 | Troisième              |
| ---------------------- | --------------------------- | ------------------------ | ---------------------- |
| Ruban granitier breton |                             |                          |                        |
| 1967                   | Marcel Duchemin             | Jean Vidament            | Jean-Claude Le Hec     |
| 1968                   | Guy Ignolin                 | François Le Bihan        | François Goasduff      |
| 1969                   | Jean-Paul Maho              | Bernard Dupuch           | Jacques Botherel       |
| 1970                   | Marcel Duchemin             | Jean-Paul Maho           | Alain Nogues           |
| 1971                   | Marcel Duchemin             | Vladislav Nelyubin       | Claude Duterme         |
| 1972                   | André Corbeau               | Jaime Huélamo            | Alain Nogues           |
| 1973                   | Boris Choukhov              | Guennadi Komnatov        | Yuri Kravchenko        |
| 1974                   | Stanisław Szozda            | Tadeusz Mytnik           | Janusz Kowalski        |
| 1975                   | Alexandre Gussiatnikov      | Vladimir Osokin          | Philippe Denié         |
| 1976                   | Boris Issaiev               | Alexandre Tikhonov       | Leo van Vliet          |
| 1977                   | Daniel Willems              | Daniel Gisiger           | Jean-Louis Gauthier    |
| 1978                   | Krzysztof Sujka (pl)        | Jan Krawczyk (pl)        | Czesław Lang           |
| 1979                   | Jan Jankiewicz              | Krzysztof Sujka (pl)     | Czesław Lang           |
| 1980                   | Giorgio Casati              | Boris Issaiev            | Youri Barinov          |
| 1981                   | Marc Somers                 | Claude Moreau            | Fabien De Vooght       |
| 1982                   | Wim Van Eynde               | Laurent Eudeline         | Philippe Delaurier     |
| 1983                   | Youri Kachirine             | Viktor Demidenko         | Oleh Petrovich Chuzhda |
| 1984                   | Dan Radtke                  | Holger Müller (de)       | Frank Herzog           |
| 1985                   | Philippe Louviot            | Pascal Kolkhuis-Tanke    | Erik Breukink          |
| 1986                   | Gilles Sanders              | Pascal Campion           | Jon Clay (en)          |
| 1987                   | Igor Sumnikov               | Pascal Lino              | Philippe Goubin        |
| 1988                   | Armand de Las Cuevas        | Pierre Duin              | Marek Leśniewski       |
| 1989                   | Harm Jansen                 | Chris Peers              | Marc Wauters           |
| 1990                   | José Marques                | Kiril Belaiev            | Chann McRae            |
| 1991                   | Richard Vivien              | Rémy Quinton             | Peter Verhesen         |
| 1992                   | Evgueni Berzin              | Stéphane Boury           | Vladislav Bobrik       |
| 1993                   | Dominique Bozzi             | Stéphane Boury           | Frédéric Guesdon       |
| 1994                   | Anatoly Tchoubar            | Niels van der Steen (nl) | Claude Lamour          |
| 1995                   | Sébastien Guénée            | Alexei Nakazny           | Erwan Jan              |
| 1996                   | Stéphane Cueff              | David Delrieu            | Frank Van Den Abeele   |
| 1997                   | Philippe Bresset            | Yoann Le Boulanger       | Frédéric Delalande     |
| 1998                   | Vincent Templier            | Jérôme Chiotti           | Christophe Barbier     |
| 1999                   | David Dumont                | Saulius Ruškys           | Stéphane Corlay        |
| 2000                   | Martial Locatelli           | Dennys Heil              | Michel Lallouët        |
| 2001                   | Guillaume Judas             | Niels Brouzes            | Sébastien Guérard      |
| 2002                   | Christophe Cousinié         | Nicolas Dumont           | Yoann Le Boulanger     |
| 2003                   | Dmitriy Muravyev            | Frédéric Delalande       | Balasz Rohtmer         |
| 2004                   | Laurent Mangel              | Jussi Veikkanen          | Simon Gerrans          |
| 2005                   | Stéphane Pétilleau          | Charles Guilbert         | Russell Downing        |
| Tour de Bretagne       |                             |                          |                        |
| 2006 (br)              | Dries Devenyns              | David Le Lay             | Pavel Brutt            |
| 2007 (br)              | Lars Boom                   | Martijn Maaskant         | David Le Lay           |
| 2008 (de)              | Benoît Poilvet              | Bram Schmitz             | Julien Antomarchi      |
| 2009 (de)              | Julien Fouchard             | Timofey Kritskiy         | Jan Ghyselinck         |
| 2010 (de)              | Franck Bouyer               | Renaud Dion              | Dimitri Le Boulch      |
| 2011 (br)              | Péter Kusztor               | Rene Mandri              | Evaldas Šiškevičius    |
| 2012 (br)              | Reinardt Janse van Rensburg | Éric Berthou             | Daan Olivier           |
| 2013                   | Riccardo Zoidl              | Nick van der Lijke       | Jasha Sütterlin        |
| 2014                   | Bert-Jan Lindeman           | Dylan Teuns              | Sébastien Delfosse     |
| 2015                   | Sébastien Delfosse          | Loïc Vliegen             | Daniel Hoelgaard       |
| 2016                   | Adrien Costa                | František Sisr           | Lennard Hofstede       |
| 2017                   | Flavien Dassonville         | Anders Skaarseth         | Stan Dewulf            |
| 2018                   | Fabien Schmidt              | Stan Dewulf              | Julien Antomarchi      |
| 2019                   | Lorrenzo Manzin             | Fabian Lienhard          | Nils Eekhoff           |
| 2020                   | annulé                      | annulé                   | annulé                 |
| 2021                   | Jean-Louis Le Ny            | Anthony Delaplace        | Valentin Retailleau    |
| 2022                   | Johan Le Bon                | Alex Baudin              | Mathis Le Berre        |
| 2023                   | Simon Pellaud               | Nolann Mahoudo           | Luke Lamperti          |
| 2024                   | Jakob Söderqvist            | Jesse Kramer             | Morne van Niekerk      |
| 2025                   | Felix Ørn-Kristoff          | Alexandre Kess           | Aubin Sparfel          |